# USS Enterprise (CV-6)
O USS Enterprise foi um porta-aviões da classe Yorktown construído para a Marinha dos Estados Unidos durante a década de 1930. Ela foi a sétima embarcação da Marinha dos Estados Unidos com esse nome. Foi o sexto porta-aviões da Marinha dos Estados Unidos. Lançado em 1936, ele foi o único da classe Yorktown e um dos três únicos porta-aviões da frota americana comissionados antes da Segunda Guerra Mundial para sobreviver à guerra (os outros são Saratoga e Ranger).
O Enterprise participou de mais ações importantes da guerra contra o Japão do que qualquer outro navio dos Estados Unidos. Essas ações incluíram o ataque a Pearl Harbor - 18 bombardeiros de mergulho Douglas SBD Dauntless de seu grupo aéreo chegaram ao porto durante o ataque; sete foram abatidos com oito aviadores mortos e dois feridos, tornando-o o único porta-aviões americano com homens em Pearl Harbor durante o ataque e o primeiro a sofrer baixas durante a Guerra do Pacífico - a Batalha de Midway, a Batalha das Salomão Orientais, a Batalha das Ilhas Santa Cruz, vários outros combates aéreo-marítimos durante a Campanha de Guadalcanal, a Batalha do Mar das Filipinas e a Batalha do Golfo de Leyte. O Enterprise ganhou 20 estrelas de batalha, o máximo para qualquer navio de guerra dos EUA na Segunda Guerra Mundial, e foi o navio americano mais condecorado da Segunda Guerra Mundial. Ele também foi o primeiro navio americano a afundar um navio de guerra inimigo em tamanho real após a Guerra do Pacífico ter sido declarada, quando sua aeronave afundou o submarino japonês I-70 em 10 de dezembro de 1941. Em três ocasiões durante a guerra, os japoneses anunciaram que ela havia sido afundada em batalha, inspirando seu apelido de "O Fantasma Cinzento". No final da guerra, seus aviões e canhões derrubaram 911 aviões inimigos, afundaram 71 navios e danificaram ou destruíram mais 192.
Apesar dos esforços feitos pelo público após a guerra para transformar o Enterprise em um navio-museu, o Enterprise foi desmantelado de 1958 a 1960.

## Prêmios e condecorações
|             |  |                                                       |  |
| Bronze star |  | Silver star · Silver star · Silver star · Silver star |  |
|             |  |                                                       |  |

| Presidential Unit Citation                                     | Presidential Unit Citation            | Navy Unit Commendation                                    | Navy Unit Commendation      |
| American Defense Service Medal com estrela de serviço da frota | American Campaign Medal               | Asiatic-Pacific Campaign Medal com 20 estrelas de serviço | World War II Victory Medal  |
| Philippine Presidential Unit Citation                          | Philippine Presidential Unit Citation | Philippine Liberation Medal                               | Philippine Liberation Medal |
|                                                                |                                       |                                                           |                             |